# Tour de France 1985
Die 72. Tour de France fand vom 28. Juni bis 21. Juli 1985 statt. Das Rennen führte in 22 Etappen über 4108 km. An der Rundfahrt nahmen 180 Rennfahrer teil, von denen 144 klassifiziert wurden. Das Rennen entwickelte sich zu einem ungewöhnlichen Duell zweier Mannschaftskollegen der dominierenden französischen Mannschaft La Vie Claire. Der 30-jährige Bernard Hinault gewann die Tour de France zum fünften Mal und schloss damit zu dem Rekord von Jacques Anquetil und Eddy Merckx auf. Hinaults Sieg war auch der bis heute letzte eines Franzosen.

## Teilnehmende Teams
| Profi-Radsportteams (18)- Renault-Elf - La Vie claire-Radar - Peugeot-Shell-Michelin - Skil-Sem-Kas-Miko - Reynolds - Fagor - Hitachi-Splendor - Panasonic-Raleigh - Varta-Café de Colombia-Mavic - Carrera-Inoxpran - La Redoute-Cycles MBK - Kwantum Hallen-Decosol - Zor-Gemeaz Cusin - Lotto - Verandalux-Dries - Orbea-Gin MG - Santini-Krups-Conti-Galli - Tönissteiner-TW Rock-BASF |
| |

## Rennverlauf
Der französische Titelverteidiger Laurent Fignon, Sieger der Tour 1983 und 1984, konnte aufgrund einer Verletzung nicht teilnehmen. Hinault ging deshalb als Favorit ins Rennen und übernahm nach dem Sieg beim ersten langen Einzelzeitfahren erwartungsgemäß das Gelbe Trikot. Auf der 14. Etappe stürzte Hinault jedoch und zog sich einen Nasenbeinbruch zu. Der in der Gesamtwertung nur knapp hinter Hinault liegende Teamkollege Greg LeMond war bei den folgenden entscheidenden Pyrenäenetappen offensichtlich stärker als sein Kapitän. Bei einer für den Amerikaner günstigen Rennsituation auf der 17. Etappe wurde LeMond von Paul Köchli, dem Sportlichen Leiter von La Vie Claire, aber von einer Attacke auf Hinault zurückgehalten. LeMond gewann „als Entschädigung“ das letzte Zeitfahren – der erste Etappensieg für einen US-Amerikaner bei der Tour überhaupt – und erhielt das Versprechen seines Teams und Hinaults persönlich, bei der Tour de France 1986 als alleiniger Kapitän fungieren zu dürfen.

## Die Etappen
| Etappe       | Datum    | Etappenorte                           | type              | Länge (km) | Etappensieger        | Gesamtführender   |
| ------------ | -------- | ------------------------------------- | ----------------- | ---------- | -------------------- | ----------------- |
| Prolog       | 28. Jun. | Plumelec – Plumelec                   | Prolog            | 6,8        | Bernard Hinault      | Bernard Hinault   |
| 1. Etappe    | 29. Jun. | Vannes – Lanester                     | Flachetappe       | 256        | Rudy Matthijs        | Eric Vanderaerden |
| 3. Etappe    | 30. Jun. | Lorient – Vitré                       | Flachetappe       | 242        | Rudy Matthijs        | Eric Vanderaerden |
| 3. Etappe    | 1. Jul.  | Vitré – Fougères                      | Teamzeitfahren    | 73         | La Vie claire-Radar  | Eric Vanderaerden |
| 4. Etappe    | 2. Jul.  | Fougères – Pont-Audemer               | Flachetappe       | 239        | Gerrit Solleveld     | Kim Andersen      |
| 5. Etappe    | 3. Jul.  | Neufchâtel-en-Bray – Roubaix          | Flachetappe       | 224        | Henri Manders        | Kim Andersen      |
| 6. Etappe    | 4. Jul.  | Roubaix – Reims                       | Flachetappe       | 221,5      | Francis Castaing     | Kim Andersen      |
| 7. Etappe    | 5. Jul.  | Reims – Nancy                         | Flachetappe       | 217,5      | Ludwig Wijnants      | Kim Andersen      |
| 8. Etappe    | 6. Jul.  | Sarrebourg – Straßburg                | Einzelzeitfahren  | 75         | Bernard Hinault      | Bernard Hinault   |
| 9. Etappe    | 7. Jul.  | Straßburg – Épinal                    | Hügelige Etappe   | 173,5      | Maarten Ducrot       | Bernard Hinault   |
| 10. Etappe   | 8. Jul.  | Épinal – Pontarlier                   | Hügelige Etappe   | 204,5      | Jørgen Vagn Pedersen | Bernard Hinault   |
| 11. Etappe   | 9. Jul.  | Pontarlier – Avoriaz                  | Hochgebirgsetappe | 195        | Luis Herrera         | Bernard Hinault   |
| 12. Etappe   | 10. Jul. | Morzine – Lans-en-Vercors             | Hochgebirgsetappe | 269        | Fabio Parra          | Bernard Hinault   |
| 13. Etappe   | 11. Jul. | Lans-en-Vercors – Villard-de-Lans     | Einzelzeitfahren  | 38         | Eric Vanderaerden    | Bernard Hinault   |
|              | 12. Juli | Ruhetag in Villard-de-Lans            |                   |            |                      |                   |
| 14. Etappe   | 13. Jul. | Autrans – Saint-Étienne               | Hügelige Etappe   | 179        | Luis Herrera         | Bernard Hinault   |
| 15. Etappe   | 14. Jul. | Saint-Étienne – Aurillac              | Flachetappe       | 237,5      | Eduardo Chozas Olmo  | Bernard Hinault   |
| 16. Etappe   | 15. Jul. | Aurillac – Toulouse                   | Flachetappe       | 247        | Frédéric Vichot      | Bernard Hinault   |
| 17. Etappe   | 16. Jul. | Toulouse – Luz Ardiden                | Hochgebirgsetappe | 209,5      | Pedro Delgado        | Bernard Hinault   |
| 18. a Etappe | 17. Jul. | Luz-Saint-Sauveur – Col d’Aubisque    | Hochgebirgsetappe | 52,5       | Stephen Roche        | Bernard Hinault   |
| 18. b Etappe | 17. Jul. | Laruns – Pau                          | Hochgebirgsetappe | 83,5       | Régis Simon          | Bernard Hinault   |
| 19. Etappe   | 18. Jul. | Pau – Bordeaux                        | Flachetappe       | 203        | Eric Vanderaerden    | Bernard Hinault   |
| 20. Etappe   | 19. Jul. | Montpon-Ménestérol – Limoges          | Flachetappe       | 225        | Johan Lammerts       | Bernard Hinault   |
| 21. Etappe   | 20. Jul. | Lac de Vassivière – Lac de Vassivière | Einzelzeitfahren  | 45,7       | Greg LeMond          | Bernard Hinault   |
| 22. Etappe   | 21. Jul. | Orléans – Paris                       | Flachetappe       | 196        | Rudy Matthijs        | Bernard Hinault   |

## Endergebnisse
| \| Gesamtwertung \| Gesamtwertung \| Gesamtwertung \| Gesamtwertung \| Gesamtwertung \| \| Fahrer \| Fahrer \| Land \| Team \| Zeit \| \| ------------- \| ------------------- \| ---------------------- \| ---------------------------- \| ----------------- \| \| 1. \| Bernard Hinault \| Frankreich \| La Vie claire-Radar \| 113 h 24 min 23 s \| \| 2. \| Greg LeMond \| Vereinigte Staaten \| La Vie claire-Radar \| + 1 min 42 s \| \| 3. \| Stephen Roche \| Irland \| La Redoute-Cycles MBK \| + 4 min 29 s \| \| 4. \| Sean Kelly \| Irland \| Skil-Sem-Kas-Miko \| + 6 min 26 s \| \| 5. \| Phil Anderson \| Australien \| Panasonic-Raleigh \| + 7 min 44 s \| \| 6. \| Pedro Delgado \| Spanien \| Orbea-Gin MG \| + 11 min 53 s \| \| 7. \| Luis Herrera \| Kolumbien \| Varta-Café de Colombia-Mavic \| + 12 min 53 s \| \| 8. \| Fabio Parra \| Kolumbien \| Varta-Café de Colombia-Mavic \| + 13 min 35 s \| \| 9. \| Eduardo Chozas Olmo \| Spanien \| Reynolds \| + 13 min 56 s \| \| 10. \| Steve Bauer \| Kanada \| La Vie claire-Radar \| + 14 min 57 s \| \| 11. \| Robert Millar \| Vereinigtes Königreich \| Peugeot-Shell-Michelin \| + 15 min 10 s \| \| 12. \| Joop Zoetemelk \| Niederlande \| Kwantum Hallen-Decosol \| + 15 min 24 s \| \| 13. \| Niki Rüttimann \| Schweiz \| La Vie claire-Radar \| + 16 min 02 s \| \| 14. \| Eddy Schepers \| Belgien \| Lotto \| + 16 min 13 s \| \| 15. \| Peter Winnen \| Niederlande \| Panasonic-Raleigh \| + 17 min 35 s \| \| 16. \| Robert Forest \| Frankreich \| Peugeot-Shell-Michelin \| + 17 min 45 s \| \| 17. \| Celestino Prieto \| Spanien \| Reynolds \| + 19 min 48 s \| \| 18. \| Claude Criquielion \| Belgien \| Hitachi-Splendor \| + 21 min 12 s \| \| 19. \| Álvaro Pino \| Spanien \| Zor-Gemeaz Cusin \| + 21 min 35 s \| \| 20. \| Pascal Simon \| Frankreich \| Peugeot-Shell-Michelin \| + 23 min 30 s \| \| 21. \| Pierre Bazzo \| Frankreich \| Fagor \| + 23 min 36 s \| \| 22. \| Dominique Arnaud \| Frankreich \| La Vie claire-Radar \| + 26 min 28 s \| \| 23. \| Beat Breu \| Schweiz \| Carrera-Inoxpran \| + 29 min 42 s \| \| 24. \| Jérôme Simon \| Frankreich \| La Redoute-Cycles MBK \| + 32 min 52 s \| \| 25. \| Steven Rooks \| Niederlande \| Panasonic-Raleigh \| + 33 min 21 s \| |                     |                        |                              |                   |
| |                     |                        |                              |                   |
| Quelle: ProCyclingStats |                     |                        |                              |                   |
| Gesamtwertung |                     |                        |                              |                   |
| Fahrer | Fahrer              | Land                   | Team                         | Zeit              |
| 1. | Bernard Hinault     | Frankreich             | La Vie claire-Radar          | 113 h 24 min 23 s |
| 2. | Greg LeMond         | Vereinigte Staaten     | La Vie claire-Radar          | + 1 min 42 s      |
| 3. | Stephen Roche       | Irland                 | La Redoute-Cycles MBK        | + 4 min 29 s      |
| 4. | Sean Kelly          | Irland                 | Skil-Sem-Kas-Miko            | + 6 min 26 s      |
| 5. | Phil Anderson       | Australien             | Panasonic-Raleigh            | + 7 min 44 s      |
| 6. | Pedro Delgado       | Spanien                | Orbea-Gin MG                 | + 11 min 53 s     |
| 7. | Luis Herrera        | Kolumbien              | Varta-Café de Colombia-Mavic | + 12 min 53 s     |
| 8. | Fabio Parra         | Kolumbien              | Varta-Café de Colombia-Mavic | + 13 min 35 s     |
| 9. | Eduardo Chozas Olmo | Spanien                | Reynolds                     | + 13 min 56 s     |
| 10. | Steve Bauer         | Kanada                 | La Vie claire-Radar          | + 14 min 57 s     |
| 11. | Robert Millar       | Vereinigtes Königreich | Peugeot-Shell-Michelin       | + 15 min 10 s     |
| 12. | Joop Zoetemelk      | Niederlande            | Kwantum Hallen-Decosol       | + 15 min 24 s     |
| 13. | Niki Rüttimann      | Schweiz                | La Vie claire-Radar          | + 16 min 02 s     |
| 14. | Eddy Schepers       | Belgien                | Lotto                        | + 16 min 13 s     |
| 15. | Peter Winnen        | Niederlande            | Panasonic-Raleigh            | + 17 min 35 s     |
| 16. | Robert Forest       | Frankreich             | Peugeot-Shell-Michelin       | + 17 min 45 s     |
| 17. | Celestino Prieto    | Spanien                | Reynolds                     | + 19 min 48 s     |
| 18. | Claude Criquielion  | Belgien                | Hitachi-Splendor             | + 21 min 12 s     |
| 19. | Álvaro Pino         | Spanien                | Zor-Gemeaz Cusin             | + 21 min 35 s     |
| 20. | Pascal Simon        | Frankreich             | Peugeot-Shell-Michelin       | + 23 min 30 s     |
| 21. | Pierre Bazzo        | Frankreich             | Fagor                        | + 23 min 36 s     |
| 22. | Dominique Arnaud    | Frankreich             | La Vie claire-Radar          | + 26 min 28 s     |
| 23. | Beat Breu           | Schweiz                | Carrera-Inoxpran             | + 29 min 42 s     |
| 24. | Jérôme Simon        | Frankreich             | La Redoute-Cycles MBK        | + 32 min 52 s     |
| 25. | Steven Rooks        | Niederlande            | Panasonic-Raleigh            | + 33 min 21 s     |

| Punktewertung | Punktewertung     | Punktewertung      | Punktewertung         | Punktewertung |
| Fahrer        | Fahrer            | Land               | Team                  | Punkte        |
| ------------- | ----------------- | ------------------ | --------------------- | ------------- |
| 1.            | Sean Kelly        | Irland             | Skil-Sem-Kas-Miko     | 434 P.        |
| 2.            | Greg LeMond       | Vereinigte Staaten | La Vie claire-Radar   | 332 P.        |
| 3.            | Stephen Roche     | Irland             | La Redoute-Cycles MBK | 279 P.        |
| 4.            | Bernard Hinault   | Frankreich         | La Vie claire-Radar   | 266 P.        |
| 5.            | Eric Vanderaerden | Belgien            | Panasonic-Raleigh     | 258 P.        |

| Bergwertung | Bergwertung    | Bergwertung            | Bergwertung                  | Bergwertung |
| Fahrer      | Fahrer         | Land                   | Team                         | Punkte      |
| ----------- | -------------- | ---------------------- | ---------------------------- | ----------- |
| 1.          | Luis Herrera   | Kolumbien              | Varta-Café de Colombia-Mavic | 440 P.      |
| 2.          | Pedro Delgado  | Spanien                | Orbea-Gin MG                 | 274 P.      |
| 3.          | Robert Millar  | Vereinigtes Königreich | Peugeot-Shell-Michelin       | 270 P.      |
| 4.          | Greg LeMond    | Vereinigte Staaten     | La Vie claire-Radar          | 214 P.      |
| 5.          | Reynel Montoya | Kolumbien              | Varta-Café de Colombia-Mavic | 190 P.      |

| Kombinationswertung | Kombinationswertung | Kombinationswertung | Kombinationswertung          | Kombinationswertung |
| Fahrer              | Fahrer              | Land                | Team                         | Punkte              |
| ------------------- | ------------------- | ------------------- | ---------------------------- | ------------------- |
| 1.                  | Greg LeMond         | Vereinigte Staaten  | La Vie claire-Radar          | 91 P.               |
| 2.                  | Sean Kelly          | Irland              | Skil-Sem-Kas-Miko            | 85 P.               |
| 3.                  | Bernard Hinault     | Frankreich          | La Vie claire-Radar          | 76 P.               |
| 4.                  | Stephen Roche       | Irland              | La Redoute-Cycles MBK        | 63 P.               |
| 5.                  | Luis Herrera        | Kolumbien           | Varta-Café de Colombia-Mavic | 62 P.               |

| Nachwuchswertung | Nachwuchswertung    | Nachwuchswertung | Nachwuchswertung             | Nachwuchswertung |
| Fahrer           | Fahrer              | Land             | Team                         | Zeit             |
| ---------------- | ------------------- | ---------------- | ---------------------------- | ---------------- |
| 1.               | Fabio Parra         | Kolumbien        | Varta-Café de Colombia-Mavic | 11 h 37 min 58 s |
| 2.               | Eduardo Chozas Olmo | Spanien          | Reynolds                     | + 21 s           |
| 3.               | Steve Bauer         | Kanada           | La Vie claire-Radar          | + 1 min 22 s     |
| 4.               | Robert Forest       | Frankreich       | Peugeot-Shell-Michelin       | + 4 min 10 s     |
| 5.               | Álvaro Pino         | Spanien          | Zor-Gemeaz Cusin             | + 8 min 00 s     |

| Zwischensprintwertung | Zwischensprintwertung | Zwischensprintwertung | Zwischensprintwertung | Zwischensprintwertung |
| Fahrer                | Fahrer                | Land                  | Team                  | Punkte                |
| --------------------- | --------------------- | --------------------- | --------------------- | --------------------- |
| 1.                    | Jozef Lieckens        | Belgien               | Lotto-Merckx          | 162 P.                |
| 2.                    | Eduardo Chozas Olmo   | Spanien               | Reynolds              | 67 P.                 |
| 3.                    | Sean Kelly            | Irland                | Skil-Sem-Kas-Miko     | 59 P.                 |
| 4.                    | Steve Bauer           | Kanada                | La Vie claire-Radar   | 54 P.                 |
| 5.                    | Greg LeMond           | Vereinigte Staaten    | La Vie claire-Radar   | 51 P.                 |

| Mannschaftswertung | Mannschaftswertung     | Mannschaftswertung | Mannschaftswertung |
| Team               | Team                   | Land               | Zeit               |
| ------------------ | ---------------------- | ------------------ | ------------------ |
| 1.                 | La Vie claire-Radar    | Frankreich         | 340 h 21 min 09 s  |
| 2.                 | Panasonic-Raleigh      | Niederlande        | + 27 min 10 s      |
| 3.                 | Peugeot-Shell-Michelin | Frankreich         | + 40 min 54 s      |
| 4.                 | Skil-Sem-Kas-Miko      | Frankreich         | + 46 min 51 s      |
| 5.                 | La Redoute-Cycles MBK  | Frankreich         | + 53 min 57 s      |